# Camporrells
|  | Per a altres significats, vegeu «Estany de Camporrells». |

Camporrells és un municipi situat a la comarca de la Llitera. Limita amb Estopanyà al nord; Baells, a l'est; Castellonroi, al sud; Valldellou, al sud i a l'oest; i Tragó de Noguera, a l'oest. Camporrells pertany a la província d'Osca, situada a la comunitat autònoma d'Aragó.
La temperatura mitjana anual és de 12,6 °C i la precipitació anual, de 525 mm.

## Administració
| Legislatura | Nom                        | Grup |
| ----------- | -------------------------- | ---- |
| 1979-1983   |                            |      |
| 1983-1987   | José M. Pociello           | UCD  |
| 1987-1991   | Miguel Angel Ramos Palacín | PAR  |
| 1991-1995   | Pascual Antillach Bergua   | PSOE |
| 1995-1999   | Pascual Antillach Bergua   | PSOE |
| 1999-2003   | Pascual Antillach Bergua   | PSOE |
| 2003-2007   | Pascual Antillach Bergua   | PSOE |
| 2007-2011   | Pascual Antillach Bergua   | PSOE |
| 2011 - 2015 | Pascual Antillach Bergua   | PSOE |
| 2015 - 2019 | José Guillén Zanuy         | PSOE |
| 2019 - 2023 | José Guillén Zanuy         | PSOE |
| 2023 -      | José Guillén Zanuy         | PSOE |

## Demografia
| 1900 | 1910 | 1930 | 1940 | 1950 | 1960 | 1970 | 1978 | 1991 | 1996 | 2001 | 2004 | 2007 | 2010 |
| ---- | ---- | ---- | ---- | ---- | ---- | ---- | ---- | ---- | ---- | ---- | ---- | ---- | ---- |
| -    | -    | -    | -    | -    | -    | -    | -    | 269  | 263  | 247  | 231  | 219  | 193  |

## Monuments[calcitació]

### Monuments religiosos
- Església de Sant Pere (segle xviii). Construïda a sobre d'una primitiva romànica en unes obres que només van durar sis anys i que van acabar el 1755. Planta de creu llatina, amb una nau central i capelles laterals. Decoració amb pintures barroques. L'any 2004 es va enllestir la seva restauració, que va incloure la recuperació de les pintures que estaven amagades a sota d'una capa de pintura, de les quals cal destacar les de les petxines, on es representen els quatre doctors de l'església: Sant Agustí, Sant Ambrosi, Sant Jeroni (escrit Geroni) i Sant Gregori.

La imatgeria interior (altars i imatges) va ser destruïda durant la guerra civil (1936-1939), i comptava amb un altar barroc dels Sants Abdó i Senén (patrons del lloc) i diferents imatges religioses. També van ésser destruïdes les figures escultòriques de la frontera -que és tota de pedra-: Sant Pere amb els Sants a banda i banda, i Sant Miquel a la part superior del conjunt. De les campanes del campanar en van quedar dues de les quatre, amb la funció de tocar les hores i els tocs tradicionals (morts, foc, repiquet...).
Les dimensions de l'església s'expliquen molt probablement perquè Camporrells va ésser cap d'oficialat de l'arxiprestat d'Àger, al qual va pertànyer abans d'incorporar-se al bisbat de Lleida (1874).
- Ermita de Sant Miquel, al fossar (segle xii). Romànica, d'una sola nau amb absis semicircular i volta apuntada. Se li afegeix el fossar quan aquest es treu de la plaça de dalt al davant de l'església, seguint la Real Cédula de Carles III promulgada l'any 1787 segons la qual els fossars s'havien de treure de l'interior de les poblacions per millorar la higiene i evitar epidèmies i malalties. Per accedir-hi, es va obrir una entrada al lateral dret que avui encara es manté. Aquesta ermita va ésser restaurada i es va descobrir una obertura apuntada al lateral esquerre. Fins llavors, a dins es conservava un escanyo que tenia antigament la funció de traslladar els morts sense caixa i una taula d'autòpsies de marbre.

D'aquesta església s'encarregava la "Confraria de Sant Miquel", que va ser la darrera que es va mantenir a Camporrells, fins a la seva dissolució l'any 1912. Hi podien pertànyer només casats i vidus, tant homes com dones, i també era titular d'un altar a l'església de Sant Pere, situat a la primera capella lateral esquerra.
- Ermita de Sant Jaume, Miravet (segle xi). Només s'hi conserva una part i arruïnada de l'antiga església parroquial del despoblat de Miravet. Està situada al puig de Miravet, al costat del barranc de la Fontcoberta. Absis semicircular que va conservar fins que es va ensorrar amb les nevades de l'any 1981, amb un portal adovellat i de mig punt a migdia i sagetera. El lloc fou conquerit el 1066 pel comte Ramon Berenguer I de Barcelona i es despoblà amb la gran epidèmia de 1348 (segle XIV), que feu que els supervivents es traslladessin a Camporrells.

- Ermita dels Màrtirs (1693). Edificada al cap del puig dels Màrtirs (930 m.), al costat de la Tartera. Construcció amb dues parts: l'església i les estances de l'ermità. L'església és de dimensions molt reduïdes, amb una sola nau amb absis semicircular i volta apuntada. S'hi accedeix per una portalada de mig punt amb una pedra clau que conté la inscripció "Año 1693" i una forma geomètrica. Sense decoració a l'interior i només amb un altar que es va posar després de la guerra civil i que representa les imatges de Sant Abdó i Sant Senén, a qui està dedicada. El primitiu retaule era gòtic i Josep Sistac ja deia que havia desaparegut a principis del segle xx. Malgrat tot, ha arribat una imatge fotogràfica de finals del segle xix o primers any del segle XX on es veuen les imatges dels dos sants i les capelles on es recullen escenes de la seva vida. Aquesta edificació ha estat restaurada recentment i, llavors, les antigues estances de l'ermità s'han reconvertit en una gran sala per a àpats i reunions.

Jaume Toda va ésser l'últim ermità i hi va viure fins a la seva mort, l'any 1886. Posteriorment, encara se'n va encarregar un altre ermità anomenat Lino Buira, que ja no mantenia les mateixes obligacions, com ara viure-hi tot l'any.
Uns altres monuments ja més reduïts, però entranyables, eren els pilarets, que van existir fins a l'any 1936. Eren tres i estaven dedicats a:
- Sant Antoni. Situat a la cruïlla entre el camí vell de Valldellou i el de Campdeserra.
- Sant Sebastià. A l'entrada del Portal.
- Sant Roc. A l'inici del camí del balneari, al costat de l'hort de Santamaria.
En el cas de Sant Antoni, també s'han conservat petites imatges a sobre d'algunes portalades:
- Ca's de Serafina. Carrer de la Frígola. Imatge amb una inscripció en pedra que diu" "Sant Antoni. Any 1763".
- Ca's de la Nica. Carrer Nou / carrer de la Séquia. Imatge i inscripció, tot en pedra: "San Antonio. Año 1900".

## Cultura
El predomini lingüístic de la població és el català.

## Associacions[2]
Associació cultural-recreativa "Els Totxets" de Camporrells. Creada l'any 1984. Refundada l'any 2009 amb motiu de la celebració del 30è aniversari de la recuperació del ball dels Totxets (1979-2009). Cada festa major organitza una exposició fotogràfica a través del Banc d'Imatges de Camporrells (BIC), creat per la mateixa per a la recollida i estudi de material gràfic del lloc.

## Esports
Joc de palitrocs. Tradicional i sense pràctica des dels inicis del segle xx. Possible existència d'un joc (per comprovar).
Joc de pilota. Frontera del campanar de l'església. Fins a mitjans del segle xx.

## Festes[3]
30 d'abril La festa petita o el primer de maig Ja entrat el dia 1 de maig, a la matinada, "Plantada del mai". Es talla un xop d'uns 20 m d'alçada dels de la vora del barranc del Reguer i durant 1 km. es duu a coll per grans, jovent i canalla fins a la plaça de l'església, on es planta amb l'ajut de cordes i parpelines de ferro. Després, es reparteix tall com ara xoriço o xulleta (cansalada viada) per tothom, amb uns bons porrons de vi i unes bones llesques de pa de Camporrells. L'endemà, hi ha gent de Camporrells que puja a l'ermita de Sant Quilis (terme d'Estopanyà), ja que s'hi celebra una romeria que reuneix habitants de diferents llocs propers de la Llitera i la Ribagorça.
30 de juliol La Festa patrons Sant Abdó i Sant Senén; "Sant Nin i Sant Non".
La vigília es fa el rescat, on un jove pujat a dalt d'una mula o una somera guarnida passeja pels carrers del lloc i recull els presents que li volen donar. Per a fer més joldra, va acompanyat de música (tradició recuperada l'any 2004).
Ball dels totxets. Es dansa en honor dels sants i té diferents peces (La Marxa, La Pastora, El Soldadito...) interpretades per músics i ballades al repic dels totxets. Aquest ball va ésser recuperat l'any 1979 i s'ha ballat cada festa ininterrompudament fins a l'actualitat. En els seus orígens, i especialment se'n té constància en el segle xix i principis del XX, les melodies van ésser interpretades pels Gaiters de Casserres. Quan aquests van desaparèixer, van passar a ésser tocades per formacions de vent locals: La Principal de Camporrells (1916-1930), Orquestra Juventud, Orquestra Amanecer... i, a partir de la recuperació esmentada (1979), per formacions tan rellevants com l'Orquestra Meravella, l'Orquestra Selvatana, l'Orquestra Miramar, l'Orquestra Marina... L'any 1981 es va editar una cinta-cassete amb les melodies i que portava per títol "Cançons i ball dels totxets" (Sonitec: Barcelona).
El matí del 30 de juliol de 2009, es va celebrar el 30è aniversari de la recuperació del ball dels Totxets (1979-2009), amb una ballada on van participar 116 totxetaires dansant al compàs de la música interpretada per una formació de 16 músics dirigida pel mestre Javier Garcia Pérez. Aquell mateix dia es va recuperar el ball de la cançó El Monte Carmelo, que no s'havia ballat des dels anys 50. Amb motiu de l'aniversari es va editar un cartell commemoratiu i es va publicar un llibre-CD titulat "Totxets de Camporrells. 30 anys de recuperació d'un ball i una tradició popular (1979-2009)".
Diada dels Màrtirs Se celebra el primer diumenge de setembre i es fa la pujada als Màrtirs, on hi ha l'ermita dedicada a Sant Nin i Sant Non. Se celebra missa, amb el cant dels goigs i, un cop acabada es reparteix el pa caritat. Ara fa uns anys, després es feien àpats de colles on es menjaven la tradicional cutxipanda, però des de la prohibició de fer foc, aquests es van anar esmorteint pràcticament fins a la seva desaparició.
Fira de Santa Llúcia Es fa el primer diumenge de desembre. Recuperada l'any 2016.

## Persones cèlebres nascudes en aquesta localitat
- Gombau de Camporrells (Camporrells, ? - Lleida, 1205), bisbe de Lleida (1192-1205).
- Antoni Puch Castarlenas (Camporrells, 1849-1905),[4][5] metge-cirurgià[6][7] i membre del grup fundador del Col·legi Mèdic Provincial d'Osca (1898).[8] Va ser el pare del periodista Antoni Puch i Ferrer (Estopanyà, 1888 - Autariba (Alta Garona), 1944).[9][10]
- Josep Sistac i Zanuy (Camporrells, 1907-Barcelona, 1965), enginyer electrònic. Autor de Vida, culto y folklore de los Santos Abdón y Senén (Barcelona: Editorial Sopena, 1948).
- Manuel Campo Vidal (Camporrells, 1951-), doctor en Sociologia (Economia Aplicada) per la Universidad Complutense de Madrid. Llicenciat en Periodisme per la Universitat Autònoma de Barcelona (UAB). Enginyer Tècnic en Electrònica Industrial per la Universitat Politècnica de Catalunya. President de l'Acadèmia de les Ciències i les Arts de Televisió d'Espanya.